# 希爾托普 (肯塔基州默瑟縣)
希爾托普（英語：Hilltop）是位於美國肯塔基州默瑟縣的一個鬼鎮。

## 地理
希爾托普所處的海拔為高於海平面275米（即902英呎），而該地所採用的時區為UTC-5，即北美東部時區（EST）。同時該地設有夏令時間，為UTC-5調快一小時，即UTC-4（EDT）。